# Francesco Paolo Bonifacio
Francesco Paolo Bonifacio (Castellammare di Stabia, 3 maggio 1923 – Roma, 14 marzo 1989) è stato un politico e giurista italiano, presidente della Corte costituzionale dal 23 febbraio 1973 al 25 ottobre 1975 e ministro di grazia e giustizia nei governi Moro V, Andreotti III e IV.

## Biografia

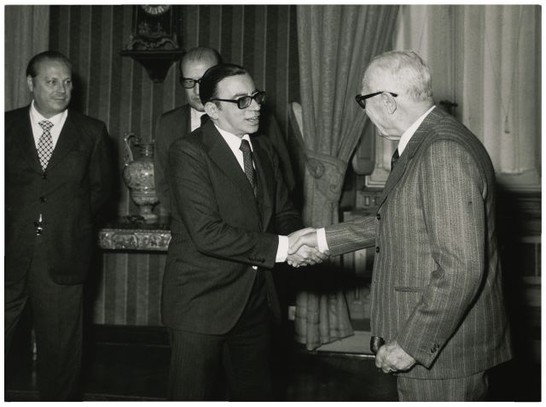
Bonifacio appena nominato presidente della Corte Costituzionale ricevuto dal Presidente della Camera Sandro Pertini

Nato nel 1923 a Castellammare di Stabia, in provincia di Napoli, fu professore di diritto romano nell'Università degli Studi di Cagliari (1953), passando poi per quelle di Bari e a Napoli fino al 1963, quando fu designato dalla Democrazia Cristiana, come membro laico, al Consiglio Superiore della Magistratura, dal 18 luglio 1959 al 28 ottobre 1963.
nominato giudice della Corte costituzionale, di cui fu presidente della Corte dal 23 febbraio 1973 al 25 ottobre 1975. Dal 1976 divenne professore di diritto pubblico generale a Roma.
Ottenne la nomina a giudice costituzionale da parte del Parlamento il 2 ottobre 1963. Il giuramento avvenne alla fine dello stesso mese, il 25 ottobre. Dieci anni più tardi, il 23 febbraio 1973, ne fu eletto presidente, incarico che mantenne per due anni, fino al 25 ottobre 1975. È sotto la sua presidenza che "la Corte compie il primo passo sulla strada che porterà alla depenalizzazione dell'aborto. Con tre anni di anticipo sulla legge numero 194 la sentenza numero 127 del 1975 riconosce che la tutela della salute della madre deve prevalere sulla tutela del concepito, perché non esiste equivalenza fra il diritto non solo alla vita ma anche alla salute proprio di chi è già persona, come la madre, e la salvaguardia dell'embrione che persona deve ancora diventare. La Corte dichiara quindi incostituzionale l'articolo 546 del Codice penale, in quanto punisce chi cagiona l'aborto di donna consenziente, anche qualora sia stata accertata la pericolosità della gravidanza per il benessere fisico o per l'equilibrio psichico della gestante. Nel 1976, quando in conseguenza della tragedia di Seveso molte donne incinte vogliono abortire per paura di avere figli menomati, è lo stesso Bonifacio, allora ministro della Giustizia, a chiarire la portata innovatrice della sentenza: basta il parere di un medico perché quelle donne possano interrompere la gravidanza".
A partire dal luglio del 1976 fu senatore per tre legislature (VII, VIII e IX) per la Democrazia Cristiana e fu Ministro di Grazia e Giustizia nel V Governo Moro, dal 12 febbraio al 29 luglio 1976 della V Legislatura e con i Governi Andreotti III e IV (VI Legislatura), dal 29 luglio 1976 al 20 marzo 1979; nel successivo Governo Andreotti V, fu sostituito dal senatore Tommaso Morlino. Nell'VIII legislatura, divenne membro della Commissione Giustizia dal 27 luglio 1976 al 23 maggio 1977, quando passò alla Commissione Affari Costituzionali del Senato; nella successiva (IX) ne divenne presidente, per l'intera durata della legislatura, cioè fino al 1º luglio 1987.
Non si ripresentò alle elezioni parlamentari per la X legislatura, svoltesi nel 1987, preferendo tornare a insegnare diritto costituzionale all'Università di Roma.
È morto di cancro due anni dopo, nella sua abitazione di Roma.
Il 4 maggio 2011 l'amministrazione comunale della sua città natale gli ha dedicato una piazza nel quartiere San Marco. Nel trentesimo anniversario dalla scomparsa, un convegno tenutosi nella sua città natale ne ha ricordato la vita e l'opera.

## Opere principali
- Ricerche sul deposito irregolare nel diritto romano, Milano 1947;
- Ipotesi di competenza del Senato in tema di conversione di onere (nota di diritto romano), Napoli 1948;
- Ricerche sulla «Lex Falcidia de legatis», ivi 1948;
- La novazione nel diritto romano, ivi 1950;
- L’estinzione del giudizio per «mors litis», Modena 1952;
- Studi sul processo formulare romano, vol. I, Napoli 1956;
- Ius quod ad actiones pertinet, Bari 1960;
- Indipendenza della magistratura, in Iustitia, 1965, pp. 359-80;
- Corte costituzionale e autorità giudiziaria, in Rivista di diritto processuale, 1967, pp. 238—268;
- La magistratura e gli altri poteri dello stato, in Rassegna di diritto pubblico, 1968, I, pp.1-17;
- Il lavoro fondamento della Repubblica democratica: orientamenti della giustizia costituzionale, in Studi per il XX anniversario dell’Assemblea costituente, vol. III, Firenze 1969, pp. 9-31.